# Köperbindung

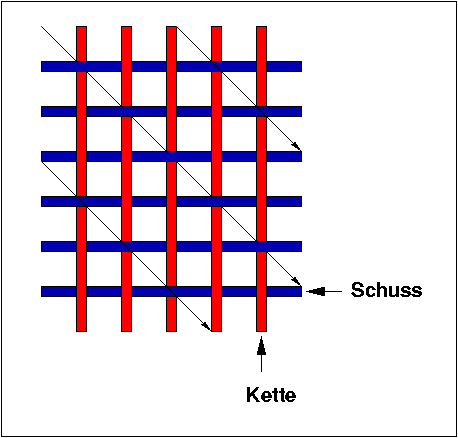
Das Prinzip der Köperbindung. In rot der Kettfaden, in blau der Schussfaden. Die diagonalen Linien zeigen den Grat an. Er entsteht durch die oben liegenden Schussfäden.

Die Köperbindung (auch kurz Köper oder Twill) ist – neben der Leinwand- und der Atlasbindung – eine der drei Grundbindungsarten für gewobene Stoffe.
Diese Grundbindung weist einen eindeutigen Diagonalgrat auf, wobei man zwischen Kettköper (auf der rechten Warenseite befinden sich mehr Kettfäden als Schussfäden, z. B. K2/1 Z) und Schussköper (auf der rechten Warenseite befinden sich mehr Schussfäden als Kettfäden., K1/2 Z) unterscheidet. Das bekannteste Gewebe in Köperbindung ist Denim.

## Varianten

Linke und rechte Warenseite eines ungleichbindigen Denimgewebes.

Es wird zwischen Kett- und Schussköper unterschieden, je nachdem, ob die Kett- oder Schussfäden auf dem rechten Warenbild (rechts, also die „Schauseite“) überwiegen.
Denim zum Beispiel ist meist ein ungleichbindiger Kettköper: Die Kette ist blau, der Schuss weiß. Da es mehr Ketthebungen als Kettsenkungen gibt, erscheint Denim auf dem rechten Warenbild blau.
Von Köpergeweben gibt es aber auch gleichbindige Varianten, also Gewebe, die auf beiden Seiten, fachsprachlich auf linker wie rechter Warenseite, gleich aussehen.
|  |  |  |  |

Je nach verwendeter Bindung und Fadendichte können Köper dicht, glatt und strapazierfähig, aber auch weich und locker sein.
Verläuft der Grat von links oben nach rechts unten, spricht man von einem S-Grat-Köper; verläuft er von links unten nach rechts oben, handelt es sich um einen Z-Grat-Köper, entsprechend der Ausrichtung des Mittelteils der beiden Buchstaben.
Es gibt einige Variationen und Ableitungen der Köperbindung:
- Gleichgratköper: Hier verteilen sich Kett- und Schussfäden gleichmäßig über die Oberfläche (die Anzahl der Ketthebungen und -senkungen im Rapport ist gleich), weshalb sie auch als gleichseitig bezeichnet werden. Bis auf die Richtung des Grats sind beide Warenseiten gleich.
- Mehrgratköper weisen zwei verschieden breite Grate auf, es gibt sie als Kett-, Schuss- oder gleichseitige Köper.

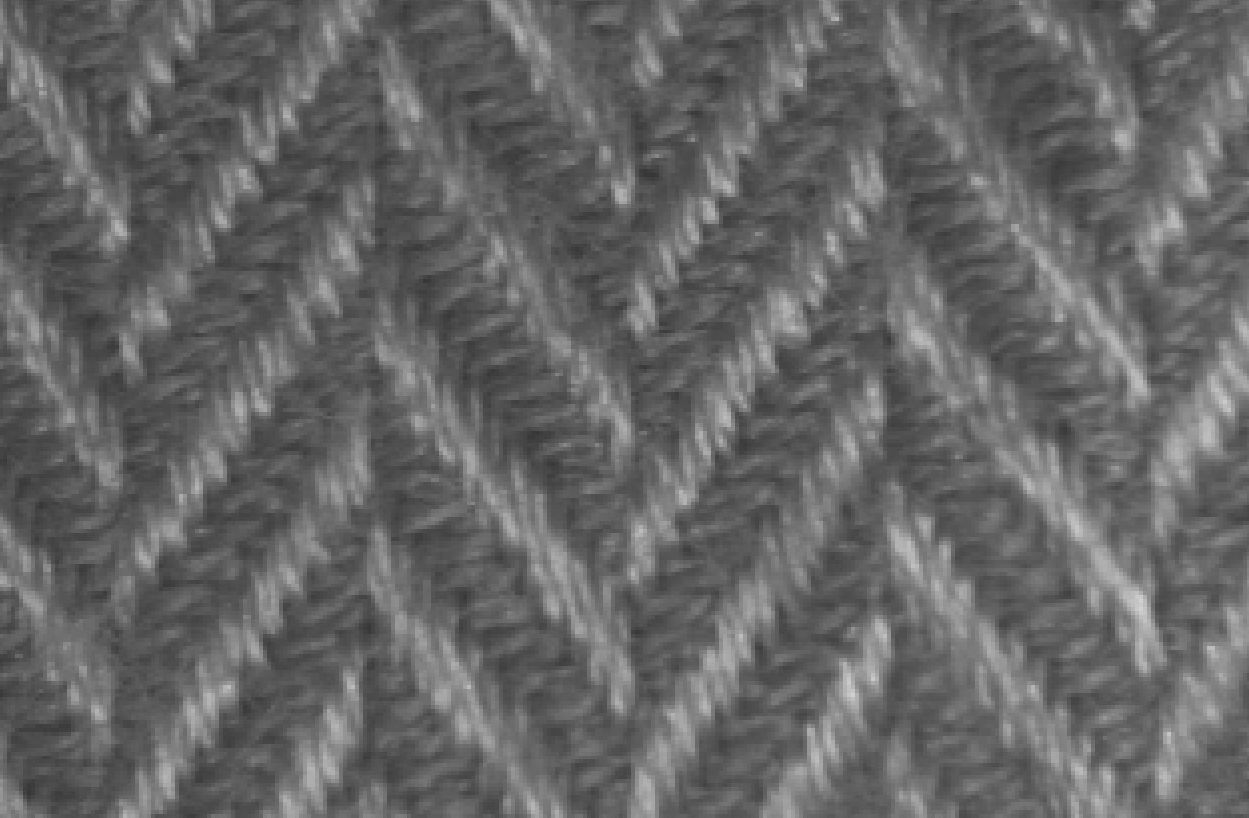
Fischgratköper, Mikroskopaufnahme

- Fischgratköper, MikroskopaufnahmeBreitgratköper weisen sehr breite Grate auf, die mindestens aus je zwei Ketthebungen und -senkungen bestehen. Es gibt gleich- und ungleichseitige Breitgratköper.
- Steilgratköper entsteht unter anderem bei Verwendung einer hohen Kettdichte. Sie zeichnen sich dadurch aus, dass ihre Grate im Gegensatz zu den meisten Köpern (mit etwa gleich großer Kett- und Schussdichte) nicht im Winkel von 45 Grad verlaufen.
- Flachgratköper sind sozusagen das Gegenteil von Steilgratköpern. Sie weisen eine hohe Schussdichte auf und sind deshalb auch Schussköper.
- Spitzgratköper (auch Zickzack-Köper) entsteht durch Wechseln der Gratrichtung. Dabei wird zwischen Quer- und Längsspitzgratköper sowie Spitzkaroköper unterschieden.

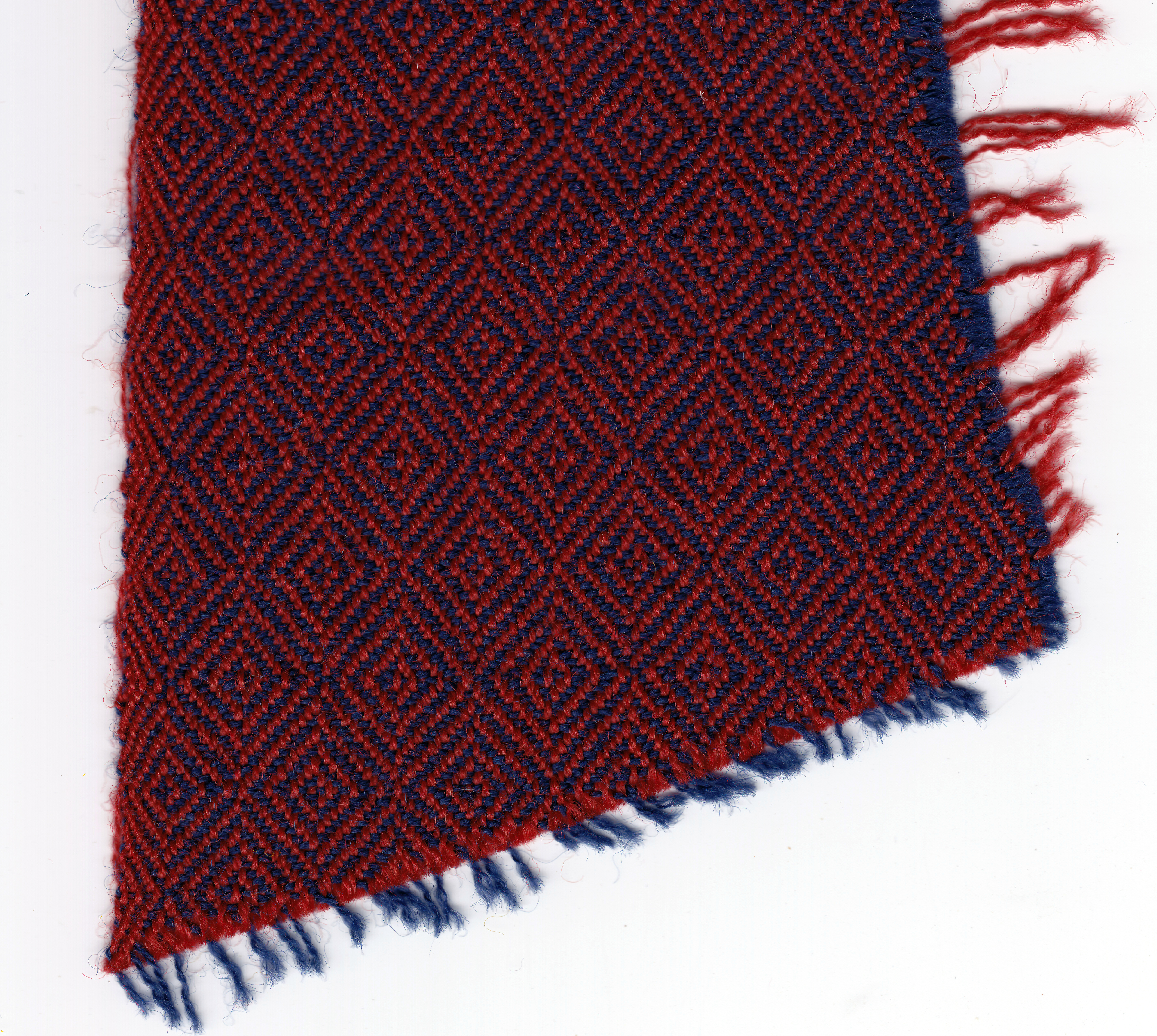
Diamantköper mit Webkante und schrägen Schnittkanten – Kette rot, Schuss blau.

- Diamantköper mit Webkante und schrägen Schnittkanten – Kette rot, Schuss blau.Fischgratköper (auch Gradl) entstehen durch Wechsel der Gratrichtung, wobei beim Wechsel im Gegensatz zum Spitzgratköper die Bindungspunkte um einen oder mehrere Schüsse verschoben werden.
- Kreuzköper zeigen nicht die typischen Grate. Sie entstehen durch Halbierung des Rapportes in Kett- oder Schussrichtung und gleichzeitigen Wechsel der Bindungsrichtung (zwischen Z- und S-Richtung, analog zu den Z- und S-Köpern)

## Bindungspatronen

Gleichgratköper
Mehrgratköper
Breitgratköper
Steilgratköper
Flachgratköper
Spitzköper
Fischgratköper
Kreuzköper